# Acacia ehrenbergiana
Acacia ehrenbergiana é uma espécie de leguminosa do gênero Acacia, pertencente à família Fabaceae.